# Stanley-Cup-Playoffs 1943
Die Playoffs um den Stanley Cup des Jahres 1943 begannen am 21. März 1943 und endeten am 8. April 1943 mit dem 4:0-Sieg der Detroit Red Wings über die Boston Bruins. Die Red Wings errangen damit ihren insgesamt dritten Titel sowie ihren ersten seit 1937. Zugleich bestritten sie ihr drittes Endspiel in Folge, nachdem sie in den letzten beiden Jahren jeweils eine Finalniederlage hinnehmen mussten; dabei 1941 gar mit dem gleichen Ergebnis (0:4) gegen Boston. Darüber hinaus hatten sie mit Carl Liscombe den Topscorer der Playoffs in ihren Reihen.
Die Playoffs 1943 waren die ersten in der Ära der Original Six und gingen daher mit einem veränderten Modus einher, so qualifizierten sich fortan nur noch vier statt sechs Teams für die post-season.

## Modus
Für die Playoffs qualifizierten sich die vier besten Teams der Liga. Im Halbfinale standen sich der Erste und der Dritte sowie der Zweite und der Vierte der Abschlusstabelle gegenüber. Die jeweiligen Sieger bestritten anschließend das Stanley-Cup-Finale.
Alle Serien wurden dabei im Best-of-Seven-Modus ausgetragen, das heißt, dass ein Team vier Siege zum Weiterkommen benötigte. Das höher gesetzte Team hatte dabei in den ersten beiden Spielen Heimrecht, die nächsten beiden das gegnerische Team. Sollte bis dahin kein Sieger aus der Runde hervorgegangen sein, wechselte das Heimrecht von Spiel zu Spiel. So hatte die höher gesetzte Mannschaft in den Spielen 1, 2, 5 und 7, also vier der maximal sieben Spiele, einen Heimvorteil.
Bei Spielen, die nach der regulären Spielzeit von 60 Minuten unentschieden blieben, folgte die Overtime. Sie endete durch das erste erzielte Tor (Sudden Death).

## Qualifizierte Teams
- (1) Detroit Red Wings
- (2) Boston Bruins
- (3) Toronto Maple Leafs
- (4) Canadiens de Montréal

## Playoff-Baum
|  | Halbfinale | Halbfinale            | Halbfinale |  |  | Stanley-Cup-Finale | Stanley-Cup-Finale | Stanley-Cup-Finale |
|  |            |                       |            |  |  |                    |                    |                    |
|  |            |                       |            |  |  |                    |                    |                    |
|  | 1          | Detroit Red Wings     | 4          |  |  |                    |                    |                    |
|  | 3          | Toronto Maple Leafs   | 2          |  |  |                    |                    |                    |
|  |            |                       |            |  |  | 1                  | Detroit Red Wings  | 4                  |
|  |            |                       |            |  |  | 2                  | Boston Bruins      | 0                  |
|  | 2          | Boston Bruins         | 4          |  |  |                    |                    |                    |
|  | 4          | Canadiens de Montréal | 1          |  |  |                    |                    |                    |
|  |            |                       |            |  |  |                    |                    |                    |

## Halbfinale

### (1) Detroit Red Wings – (3) Toronto Maple Leafs
| 21. März 1943 | Detroit Red Wings Carl Liscombe (17:24) Don Grosso (46:06) Eddie Wares (46:43) Les Douglas (51:00) | 4:2 (1:1, 0:0, 3:1) Spielbericht Stand: 1:0 | Toronto Maple Leafs Mel Hill (13:18) Jackie Hamilton (53:55) | Detroit Olympia, Detroit, Michigan |

| 23. März 1943 | Detroit Red Wings Joe Carveth (12:36) Joe Carveth (52:47) | 2:3 n. V. (1:0, 0:2, 1:0, 0:0, 0:0, 0:0, 0:1) Spielbericht Stand: 1:1 | Toronto Maple Leafs Reg Hamilton (20:52) Lorne Carr (36:27) Jack McLean (130:18) | Detroit Olympia, Detroit, Michigan |

| 25. März 1943 | Toronto Maple Leafs Bud Poile (54:42) Billy Taylor (56:12) | 2:4 (0:3, 0:0, 2:1) Spielbericht Stand: 1:2 | Detroit Red Wings Cully Simon (1:05) Carl Liscombe (9:21) Sid Abel (17:30) Eddie Wares (49:56) | Maple Leaf Gardens, Toronto, Ontario |

| 27. März 1943 | Toronto Maple Leafs Bud Poile (12:02) Wilfred McDonald (17:36) Billy Taylor (22:27) Bob Davidson (37:12) Sweeney Schriner (39:46) Mel Hill (57:51) | 6:3 (2:2, 3:1, 1:0) Spielbericht Stand: 2:2 | Detroit Red Wings Carl Liscombe (2:15) Carl Liscombe (13:50) Sid Abel (27:59) | Maple Leaf Gardens, Toronto, Ontario |

| 28. März 1943 | Detroit Red Wings Eddie Wares (14:54) Sid Abel (42:18) Mud Bruneteau (48:13) Sid Abel (59:59) | 4:2 (1:0, 0:2, 3:0) Spielbericht Stand: 3:2 | Toronto Maple Leafs Mel Hill (35:12) Babe Pratt (36:11) | Detroit Olympia, Detroit, Michigan |

| 30. März 1943 | Toronto Maple Leafs Jack McLean (31:55) Sweeney Schriner (39:48) | 2:3 n. V. (0:0, 0:1, 2:1, 0:1) Spielbericht Stand: 2:4 | Detroit Red Wings Mud Bruneteau (31:46) Joe Carveth (47:20) Adam Brown (69:21) | Maple Leaf Gardens, Toronto, Ontario |

### (2) Boston Bruins – (4) Canadiens de Montréal
| 21. März 1943 | Boston Bruins Don Gallinger (23:51) Art Jackson (28:06) Oscar Aubuchon (48:37) Bill Cowley (55:53) Don Gallinger (72:30) | 5:4 n. V. (0:1, 2:2, 2:1, 1:0) Spielbericht Stand: 1:0 | Canadiens de Montréal Toe Blake (18:19) Buddy O’Connor (20:42) Toe Blake (21:52) Wilbert Hiller (47:40) | Boston Garden, Boston, Massachusetts |

| 23. März 1943 | Boston Bruins Don Gallinger (26:07) Ab DeMarco (36:39) Art Jackson (38:02) Herb Cain (46:46) Art Jackson (58:56) | 5:3 (0:0, 3:0, 2:3) Spielbericht Stand: 2:0 | Canadiens de Montréal Gordie Drillon (54:28) Toe Blake (55:02) Gordie Drillon (55:45) | Boston Garden, Boston, Massachusetts |

| 25. März 1943 | Canadiens de Montréal Elmer Lach (13:44) Gordie Drillon (25:14) | 2:3 n. V. (1:0, 1:1, 0:1, 0:1) Spielbericht Stand: 0:3 | Boston Bruins Herb Cain (28:45) Dit Clapper (59:08) Busher Jackson (63:20) | Forum de Montréal, Montréal, Québec |

| 27. März 1943 | Canadiens de Montréal Jack Portland (4:14) Toe Blake (37:26) Buddy O’Connor (48:47) Joe Benoit (55:06) | 4:0 (1:0, 1:0, 2:0) Spielbericht Stand: 1:3 | Boston Bruins | Forum de Montréal, Montréal, Québec |

| 30. März 1943 | Boston Bruins Dit Clapper (12:56) Erwin Chamberlain (32:44) Herb Cain (34:34) Herb Cain (49:13) Ab DeMarco (78:44) | 5:4 n. V. (1:2, 2:2, 1:0, 1:0) Spielbericht Stand: 4:1 | Canadiens de Montréal Elmer Lach (10:31) Buddy O’Connor (11:55) Buddy O’Connor (28:54) Gordie Drillon (33:17) | Boston Garden, Boston, Massachusetts |

## Stanley-Cup-Finale

### (1) Detroit Red Wings – (2) Boston Bruins
| 1. April 1943 | Detroit Red Wings Jack Stewart (1:15) Mud Bruneteau (21:12) Sid Abel (35:43) Joe Carveth (39:06) Mud Bruneteau (41:21) Mud Bruneteau (56:24) | 6:2 (1:1, 3:0, 2:1) Spielbericht Stand: 1:0 | Boston Bruins Art Jackson (18:13) Ab DeMarco (57:53) | Detroit Olympia, Detroit, Michigan |

| 4. April 1943 | Detroit Red Wings Les Douglas (37:06) Joe Carveth (45:55) Carl Liscombe (46:21) Syd Howe (53:16) | 4:3 (0:0, 1:2, 3:1) Spielbericht Stand: 2:0 | Boston Bruins Jack Crawford (30:16) Art Jackson (31:04) Art Jackson (56:38) | Detroit Olympia, Detroit, Michigan |

| 7. April 1943 | Boston Bruins | 0:4 (0:2, 0:0, 0:2) Spielbericht Stand: 0:3 | Detroit Red Wings Don Grosso (3:26) Don Grosso (10:16) Les Douglas (48:03) Don Grosso (58:41) | Boston Garden, Boston, Massachusetts |

| 8. April 1943 | Boston Bruins | 0:2 (0:1, 0:1, 0:0) Spielbericht Stand: 0:4 | Detroit Red Wings Joe Carveth (12:09) Carl Liscombe (22:45) | Boston Garden, Boston, Massachusetts |

### Stanley-Cup-Sieger
| Stanley-Cup-Sieger Detroit Red Wings | Torhüter: Johnny Mowers Verteidiger: Ebbie Goodfellow, Harold Jackson, Jimmy Orlando, Cully Simon, Jack Stewart, Eddie Wares Angreifer: Sid Abel (C), Adam Brown, Connie Brown, Mud Bruneteau, Joe Carveth, Les Douglas, Joe Fisher, Don Grosso, Syd Howe, Carl Liscombe, Alex Motter, Harry Watson Cheftrainer & General Manager: Jack Adams |

## Beste Scorer
Abkürzungen: GP = Spiele, G = Tore, A = Assists, Pts = Punkte, PIM = Strafminuten; Fett: Bestwert
| Spieler        | Team     | GP | G | A | Pts | PIM |
| -------------- | -------- | -- | - | - | --- | --- |
| Carl Liscombe  | Detroit  | 10 | 6 | 8 | 14  | 2   |
| Sid Abel       | Detroit  | 10 | 5 | 8 | 13  | 4   |
| Art Jackson    | Boston   | 9  | 6 | 3 | 9   | 7   |
| Mud Bruneteau  | Detroit  | 9  | 5 | 4 | 9   | 0   |
| Buddy O’Connor | Montréal | 5  | 4 | 5 | 9   | 0   |
| Flash Hollett  | Boston   | 9  | 0 | 9 | 9   | 4   |
| Joe Carveth    | Detroit  | 10 | 6 | 2 | 8   | 4   |
| Bill Cowley    | Boston   | 9  | 1 | 7 | 8   | 4   |
| Toe Blake      | Montréal | 5  | 4 | 3 | 7   | 0   |
| Gordie Drillon | Montréal | 5  | 4 | 2 | 6   | 0   |
| Herb Cain      | Boston   | 7  | 4 | 2 | 6   | 0   |
| Don Grosso     | Detroit  | 10 | 4 | 2 | 6   | 10  |

## Beste Torhüter
Die kombinierte Tabelle zeigt die drei besten Torhüter in der Kategorie Gegentorschnitt sowie den jeweils Führenden in Shutouts und Siegen.
Abkürzungen: GP = Spiele, Min = Eiszeit (in Minuten), W = Siege, L = Niederlagen, GA = Gegentore, SO = Shutouts, GAA = Gegentorschnitt; Fett: Bestwert; Sortiert nach Gegentorschnitt.
Erfasst werden nur Torhüter mit 120 absolvierten Spielminuten.
| Spieler       | Team     | GP | Min    | W | L | GA | SO | GAA  |
| ------------- | -------- | -- | ------ | - | - | -- | -- | ---- |
| Johnny Mowers | Detroit  | 10 | 679:39 | 8 | 2 | 22 | 2  | 1,94 |
| Turk Broda    | Toronto  | 6  | 439:39 | 2 | 4 | 20 | 0  | 2,73 |
| Paul Bibeault | Montréal | 5  | 319:31 | 1 | 4 | 18 | 1  | 3,38 |